# I Will Follow Him
I Will Follow Him är en poplåt, känd genom Little Peggy Marchs inspelning från 1963, ursprungligen komponerad som ett instrumentalt stycke under titeln Chariot av de franska kompositörerna Franck Pourcel och Paul Mauriat. 
Låten utgavs först 1961. Den fick sedan fransk text av Jacques Plante och spelades in av Petula Clark och blev en stor hit i Frankrike och Belgien. Låten försågs samma år med engelsk text av Arthur Altman och Norman Gimbel, och spelades in 1962 av Little Peggy March. Hennes version blev singeletta i USA, och även en internationell hit. I Danmark blev Petula Clarks engelska insjungning dock en större framgång än Marchs med en sjätteplats på singellistan.

## Topplistor
| Lista (1963) | Position              |
| ------------ | --------------------- |
| Danmark      | 18 (DR "Top 20")      |
| Finland      | 4                     |
| Kanada       | 1 (CHUM Hit Parade)   |
| Sverige      | 2 (Kvällstoppen)      |
| Sverige      | 2 (Tio i topp)        |
| USA          | 1 (Billboard Hot 100) |
| Västtyskland | 6                     |